# Rodolfo Cardoso
Pour les articles homonymes, voir Cardoso.
Pour le footballeur argentin, voir Rodolfo Esteban Cardoso.
Rodolfo Tan Cardoso est un joueur d'échecs philippin né le 25 décembre 1937 et mort le 21 août 2013 à Manille. Il participa au tournoi interzonal de 1958 et à quatre olympiades (1956, 1958, 1972 et 1974). Lors de l'olympiade d'échecs de 1956 à Moscou, il remporta la médaille d'argent pour sa performance (13 points sur 17, +11 –2 =4) au quatrième échiquier . Il fut champion des Philippines à deux reprises (en 1958 et 1963) et reçut le titre de maître international en 1957, devenant le premier joueur asiatique à recevoir un titre de la Fédération internationale des échecs.

## Biographie et carrière
Champion des Philippines junior en 1956, Cardoso finit quatrième du championnat du monde junior de 1957 à Toronto, remporté par William Lombardy. La même année, il disputa un match contre Bobby Fischer à New York sponsorisé par la firme Coca-Cola et perdit le match une victoire à quatre et deux parties nulles. 
En 1957-1958, Cardoso remporta le tournoi zonal de l'Asie à Baguio et se qualifia pour le tournoi interzonal de Portoroz 1958. Lors du tournoi interzonal, Cardoso finit dix-neuvième avec 6 points sur 20 mais fit partie nulle contre le futur champion du monde Mikhaïl Tal et le grand maître international soviétique Youri Averbakh. Il réussit à battre David Bronstein le privant de la sixième place qualificative pour le tournoi des candidats de 1959.
En 1974, Cardoso remporta le tournoi international de Casablanca. Il finit deuxième du tournoi de Christchurch 1967, derrière Averbakh.
Lors des olympiades, il joua au quatrième échiquier en 1956 (médaille d'argent), au premier échiquier en 1958 et au deuxième échiquier en 1972 et 1974, derrière le premier grand maître philippin Eugenio Torre. En 1958, il réalisa la meilleure performance au premier échiquier lors de la finale B de l'olympiade de Munich.